# Barys Astana
Barys Astana (kaz./ros. Барыс Астана; od 2019 do 2022 Barys Nur-Sułtan – kaz./ros. Барыс Нур-Султан) – kazachski klub hokeja na lodzie z siedzibą w Astanie.
Klub występuje w rosyjskich rozgrywkach KHL. Drużyna rezerwowa pod nazwą Barys 2 uczestniczy w narodowych mistrzostwach Wysszaja Liga. Od maja 2013 została przekształcona w zespół farmerski Nomad Astana. Drużyną juniorską jest zespół Snieżnyje Barsy, od 2011 do 2020 występujący w rosyjskich rozgrywkach MHL.

## Historia
Został założony w 1999 jako Barys Astana. W 2008 przystąpił do rozgrywek KHL, zostając w nich jedną z nierosyjskich drużyn. Nazwa klubu w języku kazachskim oznacza dosł. śnieżny leopard (w pol. pantera śnieżna).
Występy w sezonach KHL
- 2008/2009: 5. miejsce w Dywizji Czernyszowa, 1/8 finału, 16. miejsce
- 2009/2010: 3. miejsce w Dywizji Czernyszowa, 6. w Konferencji Wschód, 1/8 finału, 14. miejsce
- 2010/2011: 4. miejsce w Dywizji Czernyszowa, 7. w Konferencji Wschód, 1/8 finału, 16. miejsce
- 2011/2012: 3. miejsce w Dywizji Czernyszowa, 6. w Konferencji Wschód, 1/8 finału, 11. miejsce
- 2012/2013: 3. miejsce w Dywizji Czernyszowa, 6. w Konferencji Wschód, 1/8 finału, 11. miejsce
- 2013/2014: 1. miejsce w Dywizji Czernyszowa, 2. w Konferencji Wschód, 1/4 finału, 7. miejsce
- 2014/2015: 3. miejsce w Dywizji Czernyszowa, 5. w Konferencji Wschód, 1/8 finału, 11. miejsce
- 2015/2016: 5. miejsce w Dywizji Czernyszowa, 9. w Konferencji Wschód, 17. miejsce
- 2016/2017: 2. miejsce w Dywizji Czernyszowa, 5. w Konferencji Wschód, 1/4 finału, 8. miejsce
- 2017/2018: 5. miejsce w Dywizji Czernyszowa, 10. w Konferencji Wschód
- 2018/2019: 1. miejsce w Dywizji Czernyszowa, 2. w Konferencji Wschód, 1/4 finału, 7. miejsce
- 2019/2020: 1. miejsce w Dywizji Czernyszowa, 2. w Konferencji Wschód (sezon przerwany w play-off)
- 2020/2021: 3. miejsce w Dywizji Czernyszowa, 6. w Konferencji Wschód, 1/8 finału, 11. miejsce
- 2021/2022: 4. miejsce w Dywizji Czernyszowa, 8. w Konferencji Wschód, 1/8 finału, 16. miejsce

## Sukcesy
- Złoty medal mistrzostw Kazachstanu: 2008, 2009
- Srebrny medal mistrzostw Kazachstanu: 2000, 2001, 2002
- Pierwsze miejsce w Dywizji Czernyszowa w sezonie zasadniczym KHL: 2014, 2019, 2020

## Szkoleniowcy
Od października 2007 do lutego 2009 szkoleniowcem klubu był Aleksandr Wysocki, jego następcą do czerwca 2010 i od października 2011 do czerwca 2012 był Andriej Szajanow, od czerwca 2010 do października 2011 Andriej Chomutow (od października 2010 był także selekcjonerem reprezentacji Kazachstanu), a od czerwca 2012 do 30 kwietnia 2013 roku szkoleniowcem był Władimir Krikunow (w tym czasie także selekcjoner Kazachstanu). W maju odszedł prezes Wadim Szakszakbajew, a jego następcą został Nurłan Orazbajew. W czerwcu 2013 nowym szkoleniowcem został Fin Ari-Pekka Selin, a jednym z jego asystentów Raimo Helminen. W sezonie 2013/2014 Barys zwyciężył w Dywizji Czernyszowa w sezonie regularnym, wygrywając dywizję KHL jak pierwszy zespół nierosyjski. W czerwcu 2014 trenerem został Andriej Nazarow wraz z nowym sztabem szkoleniowym (Igor Kalanin, Andriej Szajanow, Władimir Worobjow, Alexander Achziger, Siergiej Tambułow). Po sezonie KHL (2014/2015) stanowisko prezesa klubu objął po Nurłanie Orazbajewie, były zawodnik Aleksandr Korieszkow. W czerwcu 2015 z funkcji trenera odszedł Nazarow. W czerwcu 2015 trenerem został Jerłan Sagymbajew. Następnie p.o. głównego trenera objął Jewgienij Korieszkow. W październiku 2015 trenerem ponownie został A. Nazarow. Został zwolniony na początku września 2016, a jego miejsce zajął Eduard Zankawiec. Jego asystentemi zostali Jewgienij Korieszkow i Jewgienij Korolow. Po nieudanym turnieju MŚ 2017 i braku awansu do Elity, pod koniec kwietnia 2017 Zankawiec zrezygnował zarówno z posady selekcjonera kadry Kazachstanu, jak i trenera Barysu.
W maju 2017 został powołany nowy sztab trenerski Barysu, pierwszym trenerem został Jewgienij Korieszkow, a jego asystentami Gałym Mambietalijew, Andriej Szajanow, Alexander Achziger, Aleksiej Kuzniecow, Siergiej Tambułow; ponadto trenerem drużyny juniorskiej Snieżnyje Barsy został mianowany Siergiej Starygin. W trakcie sezonu po zwolnieniu Korieszkowa od początku stycznia 2018 p.o. głównego trenera został Gałym Mambietalijew, a w sztabie znaleźli się Jurij Michajlis, Oleg Szulajew, Alexander Achziger, Andriej Szajanow. Na początku czerwca 2018 nowym głównym trenerem został Białorusin Andrej Skabiełka, a ww. trenerzy pozostali w sztabie. Wkrótce potem asystentami Skabiełki zostali Uładzimir Kopać i Kirył Łechczakou, a później także Igor Matuszkin.
W czerwcu 2020 nowym głównym trenerem Barysu został Jurij Michajlis. W lipcu 2020 do sztabu trenerskiego Barysu jako specjalista od przygotowania obrońców wszedł dotychczasowy zawodnik drużyny, Maksim Siemionow. W czerwcu 2022 szkoleniowcem Barysu został ogłoszony po raz kolejny A. Skabiełka. Do jego sztabu weszli wtedy Igor Matuszkin, Uładzimir Kopać, Fiodor Poliszczuk, Aleksandr Szymin.
We wrześniu 2024 z posady głównego trenera odszedł David Nemirovsky, a w jego miejsce został mianowany Wiaczesław Bucajew (w jego sztabie znaleźli się Jewgienij Korolow, Tałgat Żajłauow, Oleg Romaszko, Andriej Szajanow, Kiriłł Czegczakow i Siergiej Tabułow). W październiku 2024 Bucajew odszedł, a jego miejsce zajął Gałym Mambietalijew. W połowie 2025 szkoleniowcem został Michaił Krawiec, a jego asystentami Tałgat Żajłauow, Aleksandr Sawczenko, Jewgienij Korolow.

## Zawodnicy
Podczas występów Barysu w KHL czołowymi zawodnikami drużyny zostali hokeiści północnoamerykańscy: Amerykanin Brandon Bochenski (2010-2017) oraz Kanadyjczycy Kevin Dallman (2008-2012, 2014-), Dustin Boyd (2011-2017), Nigel Dawes (2011-).